# 於振
於振（おふり、? - 寛永20年4月9日（1643年5月26日））は、織田信長の娘。六女であり、母はお鍋の方。

## 生涯
徳川家康の母方従弟にあたる水野忠胤（水野忠重の二男。水野勝成の弟）に嫁ぎ、1男2女（勝信、南条宜政室、丹羽氏信室）を儲けた。関ヶ原の合戦後、忠胤は三河国内に1万石の所領を有する大名（三河水野藩）となり、江戸幕府においては大番頭を務めていた。
しかし慶長14年（1609年）、忠胤が松平忠頼（浜松藩主。忠胤の従弟にあたる）を自邸に招いた際、配下の者が忠頼を殺害する事件を起こし、これに加えて配下の統制不行き届きが咎められ、切腹を命じられた。水野忠胤の家は改易となった。
そのため、お振は子供たちを水野家に残し、従兄に当たる佐治一成と再婚した。 
寛永20年（1643年）に死去した。墓所は大徳寺総見院。